# Alano spagnolo
Alano spagnolo è una razza canina originatasi nella penisola iberica nel corso del Medioevo. Non ancora riconosciuta dalla Fédération cynologique internationale, viene inserita fra le razze endemiche spagnole dal socio iberico della FCI, la Real Sociedad Canina de España. Il cane veniva usato in precedenza durante la corrida tradizionale spagnola.

## Caratteristiche
L'alano spagnolo è un grosso molossoide da presa e da corsa, con una testa grande e muscolosa. I maschi misurano 60-65 centimetri al garrese e pesano 38-45 chilogrammi. Le femmine sono un po' più piccole. Il pelo è duro e spesso, più fitto nel corpo che nella testa.